# トヨタ・UZエンジン
UZエンジンとは、トヨタ自動車のV型8気筒ガソリンエンジンの系列である。バンク角は、90度。シリンダーブロックの製造にトヨタ独自の「吸引鋳造法」が初めて使われた。
初代レクサス・LSのエンジンである。
後継エンジンはURエンジンである。
- 1989年8月にクラウンに搭載された（のちのクラウンマジェスタである）。
- その後10月に登場したレクサス・LS（セルシオ）（UCF10系、初代）に搭載される。

## 系譜
- エンジン型式一覧の自動車用エンジンの系譜を参照。

## バリエーション

### 1UZ-FE
- タイプ：V型8気筒 DOHC 32バルブ (1997年以降VVT-i仕様)
- 出力・トルク

```
(1)191kW(260ps)/5,400rpm 353N·m(36.0kg·m)/4,600rpm <1989-1994>
(2)162kW(220ps)/4,800rpm 333N·m(34.0kg·m)/4,000rpm <1992-1997>
(3)195kW(265ps)/5,400rpm 363N·m(37.0kg·m)/4,600rpm <1994-1997>
(4)206kW(280ps)/6,000rpm 402N·m(41.0kg·m)/4,000rpm <1997-2004>
(5)221kW(300ps)/ 420N·m(42.8kg·m)
```

搭載車種
- （初）8代目(1)クラウン（UZS131）
- 初代(1)・2代目(3)(4)・3代目(4)クラウンマジェスタ（UZS141/143/145/147/151/157/171/173）
- 初代(1)アリスト/レクサスGS400（UZS143/147）
- 2代目(5)レクサスGS400 ※日本仕様アリストには設定無し
- 3代目(1)(3)ソアラ/初代(5)レクサスSC400（UZZ30/31/32）
- 初代(1)・2代目(3)(4)セルシオ/レクサスLS400（UCF10/11/20/21）
- 初代(2)ハイメディック（UZH132S/138S）
- ムーンクラフト・紫電
- サード・MC8R

### 2UZ-FE

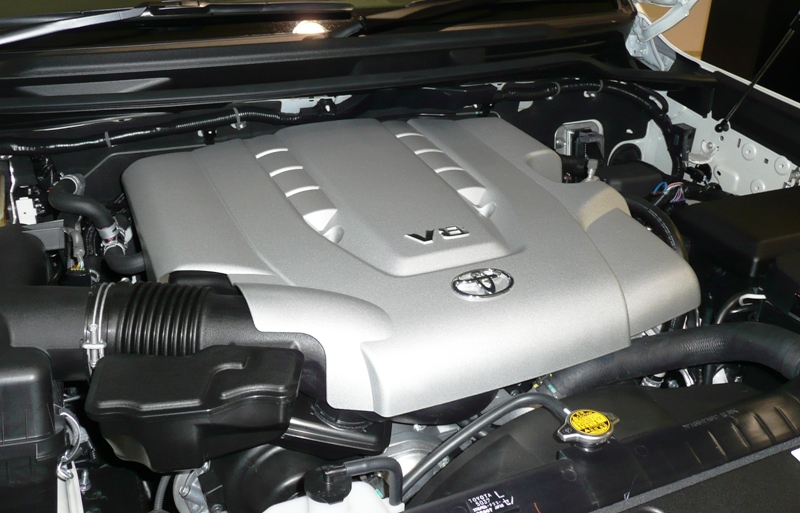
2UZ-FE

- タイプ：V型8気筒 DOHC 32バルブ (2007年9月よりVVT-i)
- 排気量：4,663cc
- 内径×行程：94.0×84.0(mm)
- 圧縮比：9.6 - 10.0
- 出力・トルク

```
(1)173kW(235ps)/4,800rpm 422N·m(43.0kg·m)/3,600rpm
(2)212kW(288ps)/5,400rpm 448N·m(45.7kg·m)/3,400rpm
```

北米向けSUVおよびピックアップトラックに拡大採用された。1UZ-FEをベースにシリンダーブロックをアルミから鋳鉄製に変更して耐久性を向上させており、同時に排気量もアップさせている。排気量はランドローバー・レンジローバーの4.6Lを超えることが目標とされた。外観では、低回転域のトルクを確保するための長い吸気管が特徴。

搭載車種
- 8代目ランドクルーザー（UZJ100）
- 2代目レクサスLX470（UZJ100）
- 初代レクサスGX470（UZJ120）
- 4代目4ランナー(N210)
- 9代目ランドクルーザー(UZJ200)※前期型（～2009.4月）のみ搭載
- 初代・2代目トヨタ・タンドラ、トヨタ・セコイア（北米向け）

### 3UZ-FE

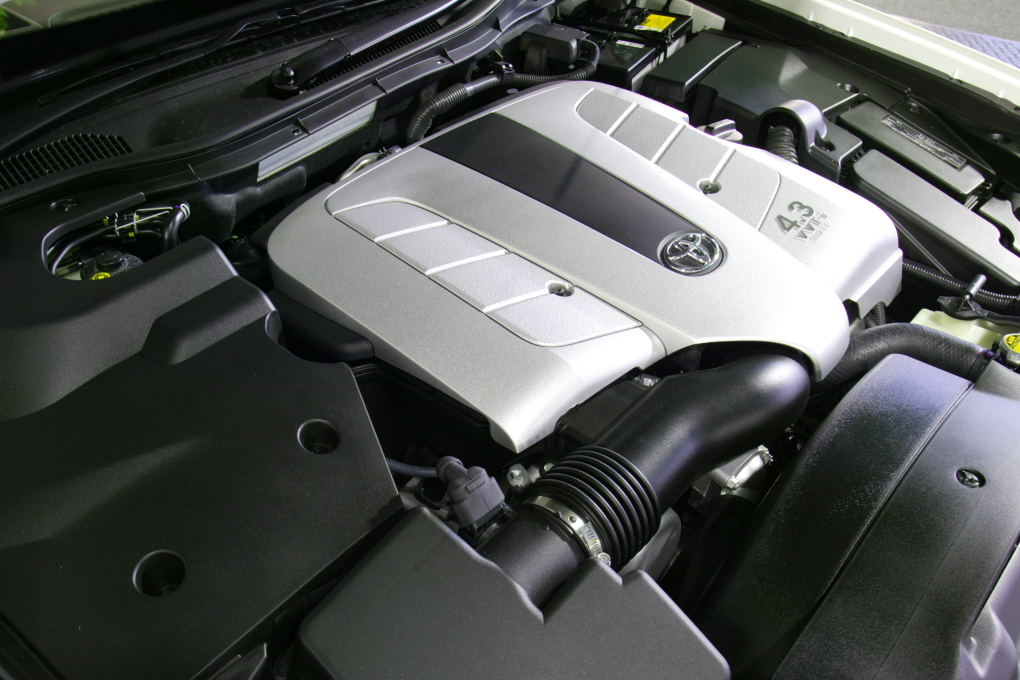
3UZ-FE

- タイプ：V型8気筒 DOHC 32バルブ VVT-i
- 排気量：4,292cc
- 内径×行程：91.0×82.5(mm)
- 圧縮比：10.5
- 出力・トルク

```
(1)206kW(280ps)/5,600rpm 430N·m(43.8kg·m)/3,400rpm
(2)221kW(300ps)/5,600rpm 441N·m(42.8kg·m)/3,400rpm
```

搭載車種
- 3代目セルシオ(1)/レクサスLS430(1)（UCF30/31）
- 2代目レクサスGS430(2)（UZS160）
- 3代目レクサスGS430(1)（UZS190）
- 3代目レクサスGS430(2)（UZS190/輸出仕様）
- 4代目クラウンマジェスタ(1)（UZS186/187）
- 5代目クラウンマジェスタ(1)（UZS207）
- 4代目ソアラ(1)/2代目レクサスSC430(1)（UZZ40）

JGTC→Super GTマシンへの使用
- スープラ（JZA80）※全日本GT選手権及びSUPER GTのGT500マシン用ベースエンジン（2003年〜2006年）
- レクサスSC（UZZ40）※SUPER GTのGT500マシン用ベースエンジン（2006年〜2008年）